# Li Duihong
Li Duihong, née le 25 janvier 1970 à Daqing, est une tireuse sportive chinoise. 

## Carrière
Li Duihong participe aux Jeux olympiques d'été de 1992 à Barcelone, elle remporte la médaille d'argent au pistolet 25 mètres. Lors des Jeux olympiques de 1996 à Atlanta, elle remporte la médaille d'or dans la même épreuve.